# Härjedalen (comune)
Härjedalen è un comune svedese di 10 114 abitanti, situato nella contea di Jämtland. Il suo capoluogo è la cittadina di Sveg.

## Località
Nel territorio comunale sono comprese le seguenti aree urbane (tätort):
| # | Località    | Popolazione |
| - | ----------- | ----------- |
| 1 | Sveg        | 2 509       |
| 2 | Funäsdalen  | 1 054       |
| 3 | Hede        | 762         |
| 4 | Vemdalen    | 612         |
| 5 | Ytterhogdal | 461         |
| 6 | Ulvkälla    | 390         |
| 7 | Lillhärdal  | 354         |
| 8 | Norr-Hede   | 225         |